# Ventiseri
Ventiseri (kors. Vintìsari) – miejscowość i gmina we Francji, w regionie Korsyka, w departamencie Górna Korsyka.
Według danych na rok 1990 gminę zamieszkiwało 2005 osób, a gęstość zaludnienia wynosiła 43 osoby/km².